# Encyclia inaguensis
Encyclia inaguensis är en orkidéart som beskrevs av George Valentine Nash, Nathaniel Lord Britton och Charles Frederick Millspaugh. Encyclia inaguensis ingår i släktet Encyclia och familjen orkidéer. Inga underarter finns listade i Catalogue of Life.